# Helmut Bartenstein
Helmut Bartenstein (* 21. Januar 1914 in Eilenburg; † 3. November 2010 in Celle) war ein deutscher Mikropaläontologe und Erdölgeologe.
Bartenstein wuchs in Frankfurt am Main auf und studierte dort ab 1932 Geologie, Mineralogie und Paläontologie und wurde 1937 bei Rudolf Richter promoviert (Mikropaläontologische Untersuchungen zur Stratigraphie des nordwestdeutschen Doggers). Im Zweiten Weltkrieg war er Wehrgeologe und ab 1946 Erdölgeologe bei der Deutschen Vacuum Oil Company in Celle (später zu Mobil Oil gehörend). 1979 ging er dort in den Ruhestand. Nach seiner Pensionierung lehrte er bis 1983 an der TU Braunschweig.
Er veröffentlichte über Mikropaläontologie und Verkohlung von Öl- und Gasvorkommen in Norddeutschland.
Er war an der Organisation des ersten europäischen Kolloquiums für Mikropaläontologie (EMC) 1954 in Frankreich beteiligt. 1962 war er einer der Autoren des Handbuchs Leitfossilien der Mikropaläontologie.
Seine Foraminiferen-Sammlung befindet sich im Senckenberg-Museum.

## Schriften
- mit Erich Brand: Mikro-paläontologische Untersuchungen zur Stratigraphie des nordwest-deutschen Lias und Doggers, Abhandlungen der Senckenbergischen Naturforschenden Gesellschaft, 439, 1937, S. 1–224.
- mit E. Brand: Mikropaläontologische Untersuchungen zur Stratigraphie des nordwestdeutschen Valendis, Abhandlungen Senckenberg Naturforsch. Ges., 485, 1951, S. 239–336.
- mit F. Bettenstaedt: Marine Unterkreide (Boreal und Tethys). Leitfossilien der Mikropaläontologie, ein Abriss. Teil B 7, 1962, S. 225–297.
- Zur Mikrofauna des englischen Hauterive. Senckenbergiana Lethaea, 37, 1956, S. 509–533.